# علي تومسون
علي تومسون (بالإنجليزية: Ali Thomson)‏ هو مغن مؤلف بريطاني، ولد في 1959.

## وصلات خارجية
- علي تومسون على موقع IMDb (الإنجليزية)
- علي تومسون على موقع ميوزك برينز (الإنجليزية)
- علي تومسون على موقع ديسكوغز (الإنجليزية)